# Vox AC30

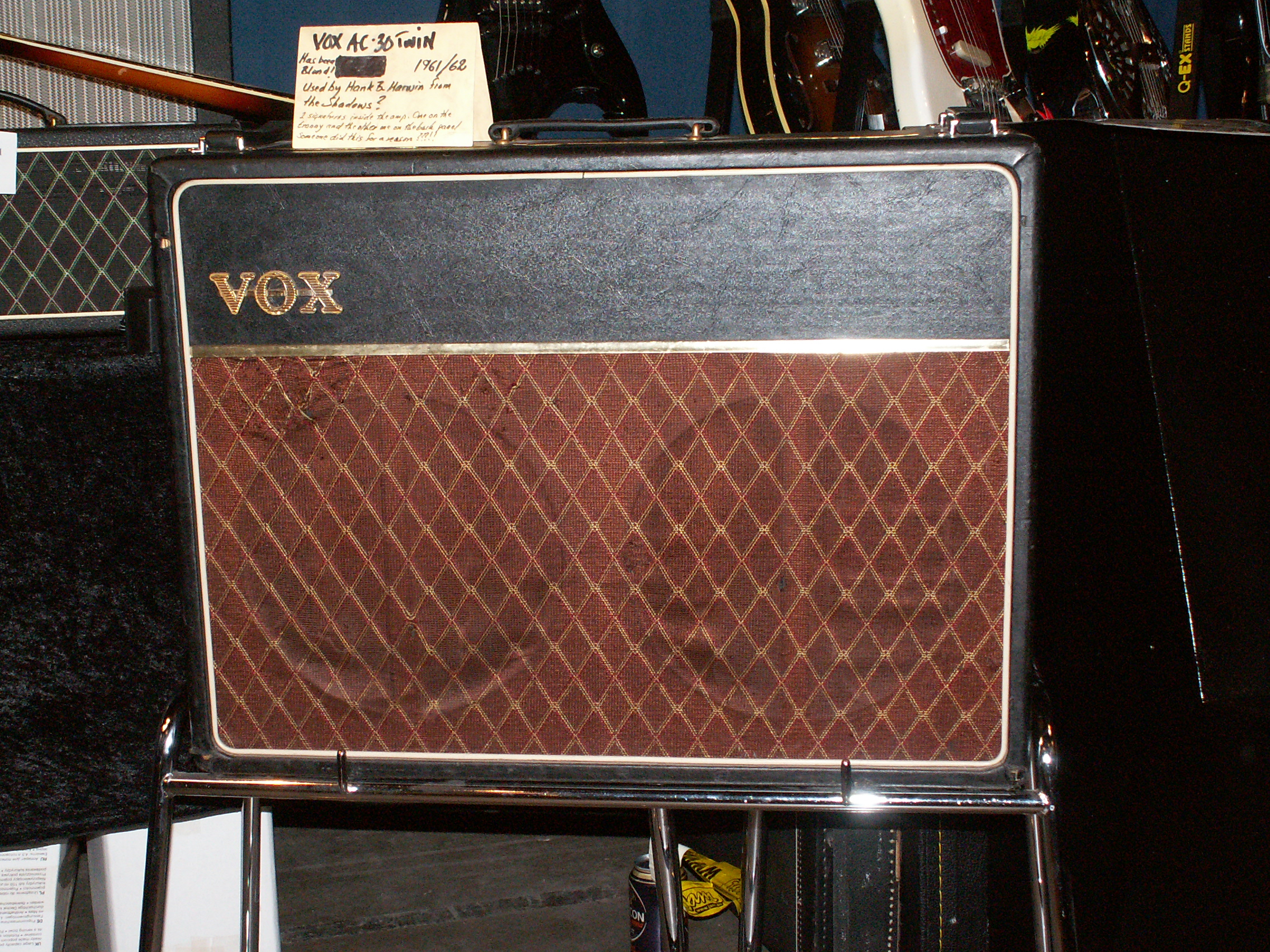
Un amplificateur Vox AC 30.

Le Vox AC30 est un amplificateur pour guitare électrique apparu en 1958.

## Historique

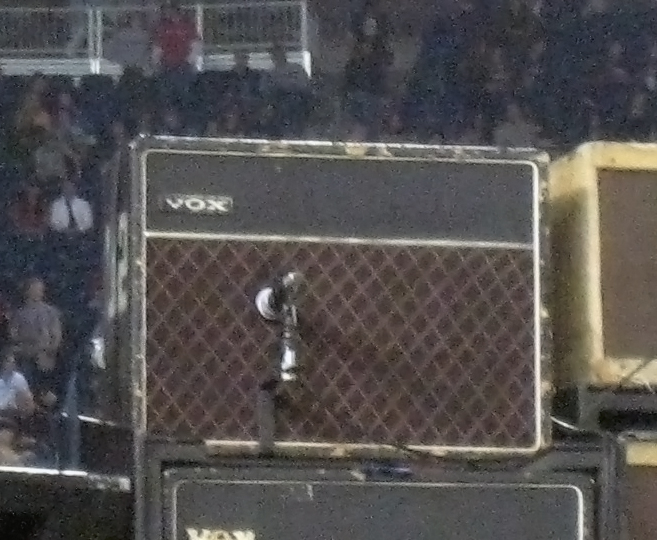
L'amplificateur Vox AC30 de The Edge lors du concert de U2 du 20 septembre 2009 au Gillette Stadium à Foxboro dans le Massachusetts.

Le Vox AC30 est la réponse de VOX à la demande croissante d'amplificateurs de plus en plus puissants, que ne pouvait combler leur précédent modèle : l'AC15. Il a été utilisé par un grand nombre de musiciens célèbres, principalement dans les années 1960-1970. Des groupes tels que les Shadows, qui en furent les tout premiers utilisateurs, John Lennon et George Harrison (The Beatles), les Rolling stones, Rory Gallagher et Brian May (Queen) ont beaucoup utilisé cet amplificateur, qui reste encore aujourd'hui une référence en matière d'amplification guitare à lampes. Il est utilisé par exemple par The Edge (U2), The Wallflowers, The Subways, Kasabian, Kaiser Chiefs, Joy Division, Radiohead et Razorlight.
En France Les Chats Sauvages ont été les premiers (Janv.1962) à utiliser sur scène deux - AC30 Ivoire dont un pour la rythmique et un pour la basse sur la scène de l'ABC, (photo de Jean-Louis Rancurel sur leur deuxième Album).

## Sonorités
Cet amplificateur possède un son très particulier, qui s'inscrit dans le registre des « sons anglais », (et dû en partie au quartet de lampes EL84, et en partie à ses deux haut-parleurs qui creusent le son dans les mediums) différent du son des amplis Fender de la même époque typiquement "américain" (push-pull de deux lampes 6L6 à faisceau dirigé) pour une puissance équivalente en classe AB.

## Éléments techniques
- 2 Haut-parleurs  Goodmans 12"
- 2 Canaux initialement, puis trois (dont le fameux Top Boost qui fit son apparition en 1961)
- Effet Vibrato/Trémolo
- Tone Cut (filtre passe-bas en entrée d'étage de puissance) initialement le seul contrôle de tonalité.
- Complété peu de temps après l’apparition du Top Boost par une plus classique égalisation comprenant un réglage de graves et un autre d'aigus

## Rééditions
Il existe aujourd'hui une gamme de rééditions de ce modèle légendaire, la série Custom Classic :
- L'AC30CC1 (1 HP de 12" Neodog de Celestion)[1]
- L'AC30CC2 (2 HP de 12" Vox custom GSH12-30)[2]
- L'AC30CC2X (2 HP de 12" Alnico Blue de Celestion)[3]
- L'AC30CCH (version tête uniquement)

Les nouvelles éditions possèdent des caractéristiques quelque peu différentes des anciens modèles :
- 1 Master Volume
- Seulement 2 entrées (Normal ou Top-Boost) avec des volumes indépendants qui peuvent être mélangées grâce au commutateur Link
- 1 Reverb footswitchable
- 1 effet Vibrato/Tremolo footswitchable
- 1 Commutateur Brillant sur le canal normal qui augmente les hautes fréquences
- 1 Commutateur EQ sur le canal Top-Boost qui permet de passer d'une égalisation Standard (qui agit sur les fréquences médiums, dite interactive) à Custom (personnalisée)
- 1 boucle d'effets (au-dos)
- 1 sélecteur d'impédance (au-dos) 8 ou 16 ohms
- 1 sélecteur de bias
- 1 sélecteur de capacité de filtrage
- 2 sorties vers enceintes (au-dos)

## Éditions spéciales
Vox a sorti quelques éditions spéciales de son Vox AC30 :
- le Vox AC30 Brian May, signé, qui est censé imiter le son du guitariste de Queen ;
- Le Vox AC30 Handwired.

...